# 羅傑·科瑟
羅杰·科瑟（Rodger Corser，1973年2月28日—）是澳大利亞的一位演員。他最著名的作品包括在九號電視網電視劇Underbelly飾演Steve Owen角色，以及在十號電視網電視劇Rush中飾演 Lawson Blake。他畢業於迪肯大學。